# Uromyces airae-flexuosae
Uromyces airae-flexuosae är en svampart som beskrevs av Ferd. & Winge 1920. Uromyces airae-flexuosae ingår i släktet Uromyces och familjen Pucciniaceae.   Inga underarter finns listade i Catalogue of Life.